# Teucholabis (Teucholabis) subpulchella
Teucholabis (Teucholabis) subpulchella is een tweevleugelige uit de familie steltmuggen (Limoniidae). De soort komt voor in het Neotropisch gebied.